# Cronenbourg
Cet article concerne le quartier de Strasbourg. Pour l'entreprise et la marque de bière, voir Brasseries Kronenbourg et Kronenbourg.
Pour l’article ayant un titre homophone, voir Kronenburg.
Cronenbourg /kʁɔ.nɑ̃.buʁ/ (en allemand : Cronenburg, puis Kronenburg, littéralement : « le château de la couronne princière ou royale ») est un quartier situé à l'ouest de Strasbourg. Ses habitants sont appelés les Cronenbourgeois et les Cronenbourgeoises.
Administrativement, il forme un quartier à part entière.

## Toponymie
Le quartier est nommé d'après le château de Kronenburg (francisé en Cronenbourg) qui existait entre les XIIe et XIVe siècles.

## Historique
Le château « Kronenburg » se situait au nord de la route de Marlenheim à Wasselonne, au centre du Kochersberg. Il avait été construit au début du XIIIe siècle par Frédéric II de Hohenstauffen et détruit par les troupes de l’évêque de Strasbourg en 1246. Il est ensuite reconstruit pour surveiller la route menant à Strasbourg mais à nouveau détruit en 1369. Une tour de guet est construite avec ses restes. Lorsque la ville s'agrandit, la tour devient l'une des portes de la cité. En 1432, la ville de Strasbourg avait installé sa potence à la bifurcation des actuelles routes de Mittelhausbergen et Oberhausbergen, en dehors de la « porte de Cronenbourg ». Les premières constructions du quartier remontent au XVIe siècle.
Le quartier de Cronenbourg s'est développé lors de la seconde moitié du XIXe siècle avec l'arrivée du chemin de fer et l'implantation de la brasserie Hatt. De 550 habitants en 1866, ce chiffre atteint 5 500 habitants en 1900 et près de 10 000 habitants en 1936 (20 800 en 1990).
Deux rotondes sont construites en 1840 au sud-est du quartier. Le cimetière ouest est ouvert en 1891. En 1914, la nouvelle gare aux marchandises s'installe au sud-est du quartier. La Compagnie des transports strasbourgeois transfère son dépôt, auparavant situé près de la place des Halles, juste à côté de celle-ci en 1931.
Le Marché d'intérêt national (ou Marché-Gare) est ouvert le 1er décembre 1965. Le nouvel abattoir, destiné à remplacer celui de la rue Sainte-Marguerite près de la gare centrale, est construit de 1963 à 1968. Il sera démoli pour laisser la place au magasin Ikea en 1999.
Le centre de secours ouest est construit en 1986 à proximité de l'autoroute et du cimetière ouest. Il remplace l'ancienne caserne des Pompiers de la rue Kageneck dans le quartier de la Gare.

## Morphologie

### Localisation
Le quartier est délimité :
- à l'ouest et au nord par la limite communale de Strasbourg avec Oberhausbergen, Mittelhausbergen et Schiltigheim ;
- à l'est par le glacis des anciennes fortifications du centre-ville et le Marché-Gare ;
- au sud par l'autoroute A351 qui le sépare de Koenigshoffen, puis plus à l'ouest par la route d'Oberhausbergen, qui le sépare du quartier de Hautepierre.

Le quartier est structuré par les routes d'Oberhausbergen et de Mittelhausbergen, axes qui partent du centre-ville et rejoignent le Kochersberg.

### La brasserie
Ce quartier doit sa notoriété à Kronenbourg, l'un des principaux producteurs de bière en France. La brasserie Hatt, fondée en 1664, s'est installée à Cronenbourg en 1862. Elle adopta le nom du quartier, mais avec une orthographe germanique, au cours du XXe siècle. Depuis 2000, le site de la brasserie K1 de Cronenbourg n'accueille plus que le siège social et le centre de recherche et développement de Kronenbourg, dont la production est désormais principalement issue de la brasserie K2 d'Obernai. Début 2014, le siège social et les unités de recherche et développement quittent définitivement Cronenbourg pour emménager au site K2 à Obernai. Mais l'ancienne brasserie a laissé des traces dans le sol sous forme de mercure, PCB et arsenic. Une partie de l'ancienne brasserie a déjà été réhabilitée en écoquartier comportant 395 logements, après démolition des anciens bâtiments. Le reste du site a par la suite également accueilli des logements ainsi qu'une résidence étudiante, des bureaux et un hôtel. Une ancienne salle de brassage, de style art déco, a été conservée.

### Le Vieux Cronenbourg
Cronenbourg, traversé depuis 1994 par le tramway de Strasbourg, est constitué de quatre secteurs bien distincts. À l'est de la voie ferrée qui coupe le quartier en son milieu se trouve le Vieux Cronenbourg, quartier populaire apparu au milieu du XIXe siècle, qui a connu son développement grâce à la brasserie et à l'implantation de nombreux cheminots.
Les deux principales extensions planifiées qui ont ensuite eu lieu furent le quartier Saint-Florent au nord au début du XXe siècle, puis le quartier des Cèdres, dans les années 1980. Du fait d'une population rajeunie et diversifiée, d'une bonne desserte par le tramway et d'un linéaire commercial le long de la route de Mittelhausbergen, le Vieux Cronenbourg joue le rôle de centre pour le quartier.
En 2016, un vaste programme immobilier prévoyant la construction de 290 logements dont une résidence séniors et un hôtel est en cours de réalisation sur l'emplacement de l'ancien parking-relais Rotonde.

### Les extensions à l'ouest et au nord de la voie ferrée
Au nord-ouest se trouve la cité Nucléaire, quartier prioritaire constitué de barres d'habitat social construit dans les années 1960 parallèlement à la construction d'un centre d'étude du CNRS qui lui a donné son nom. Un réacteur nucléaire d'étude y fut exploité de 1967 à 1997. Bien qu'il soit démantelé, la surveillance des bâtiments qui l'abritaient se poursuit encore aujourd'hui. Comportant près de 3 300 logements et 8 748 habitants en 2018, le quartier fait l'objet de maintes réflexions des pouvoirs publics visant à le requalifier.
Au sud de la cité Nucléaire, entre les routes de Mittelhausbergen et d'Oberhausbergen, se trouve le quartier résidentiel de Saint-Antoine, constitué d'habitat pavillonnaire datant des années 1960-1970.
Un nouveau quartier, Hochfelden, situé au bout de la rue du même nom, au nord de la voie ferrée est en cours d'aménagement depuis le début des années 2010. Il compte près de 200 logements mais aussi des activités tertiaires et commerciales.

## Description
Cronenbourg compte cinq églises : les églises catholiques Saint-Florent, Saint-Antoine et du Bon Pasteur, l'église protestante Saint-Sauveur et l'église protestante de Cronenbourg-cité. La synagogue de Cronenbourg est située rue du Rieth. Plusieurs cimetières se trouvent dans le quartier : le cimetière ouest de Strasbourg, la nécropole nationale de Strasbourg-Cronenbourg (cimetière militaire) ainsi que le cimetière israélite de Cronenbourg, 3, route d’Oberhausbergen, et Adath Israel (עדת ישראל L'assemblée d'Israël) 5, rue Jean-Pierre-Clause.
Parmi les bâtiments remarquables, notons l'ancien lycée professionnel Jean-Jacques-Rousseau. Ce dernier a fait l'objet d'une extension de l'école primaire Camille-Hirtz contiguë et accueille une école de musique. Les anciens bains populaires, ouverts en 1905 et fermés en 1984, sont en cours de réhabilitation pour accueillir des activités de l'école Camille-Hirtz. La villa vénitienne — le plus ancien bâtiment du quartier et dernier vestige de l'ancien dépôt ferroviaire — accueille aujourd'hui l'association de parents de personnes handicapées mentales.
Le quartier comporte un grand parc au nord de la voie ferrée, le parc de la Bergerie, deux bureaux de poste (5, rue des Ormes et 98, rue de Hochfelden), le siège de la Direction régionale de l'Équipement d'Alsace, une médiathèque et un collège - Sophie-Germain (le lycée de secteur est le lycée Marie-Curie situé dans le quartier de l'Esplanade).
Plusieurs équipements sportifs ont été aménagés : la patinoire Iceberg, construite en 2006 pour remplacer celle du Wacken, un skatepark et les stades de la Rotonde et AS Cheminots.
Le bureau de police de Cronenbourg a fermé en 2011, il se trouvait au n°21, rue Lavoisier.
En août 2015, la Société protectrice des animaux installe son nouveau refuge rue de l’Entenloch, à l'arrière du magasin Ikea. Il remplace l'ancien refuge de la route du Rhin à Neudorf.

## Cronenbourg en images

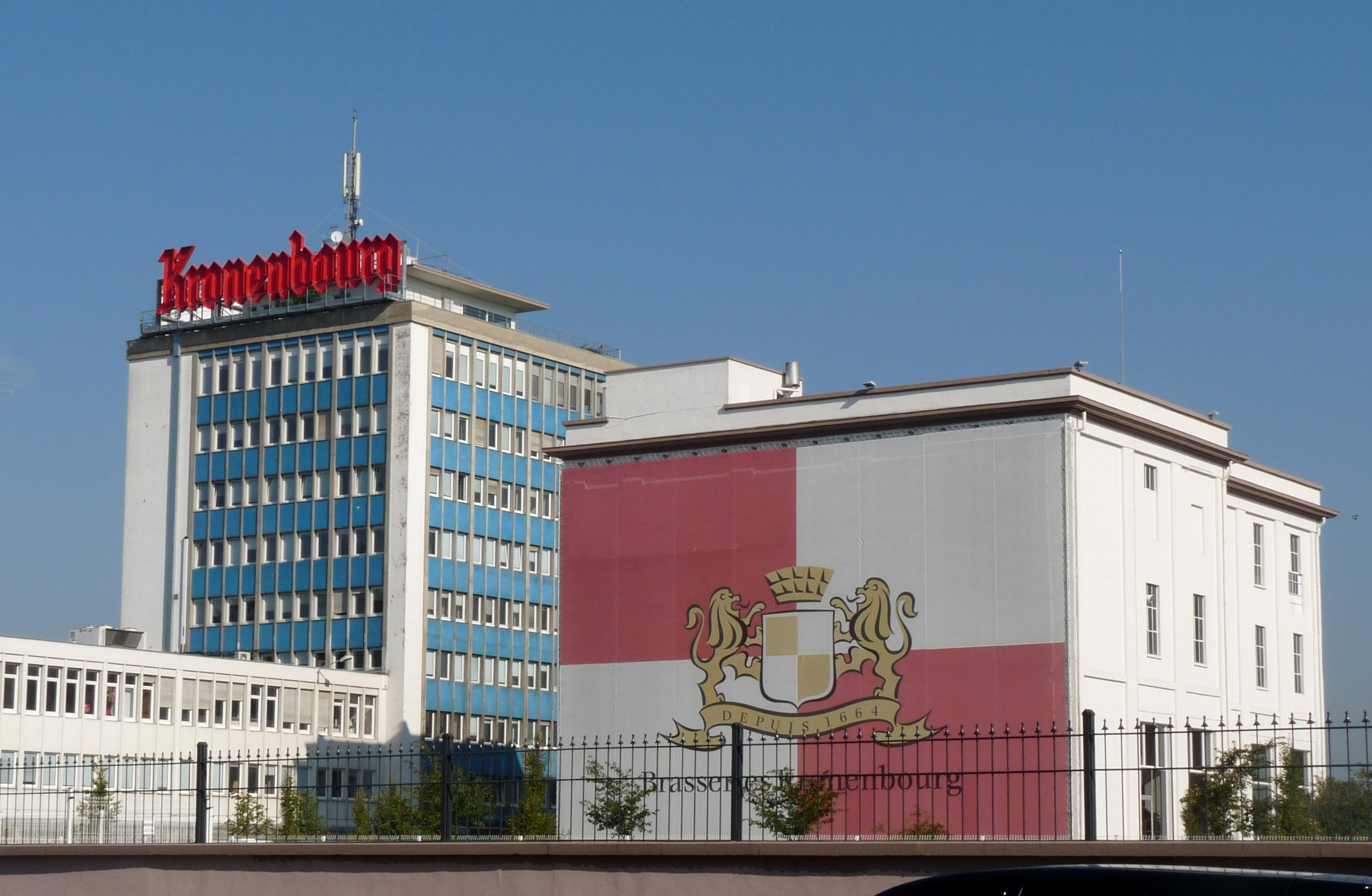
Ancienne brasserie K1 et siège social de Kronenbourg.
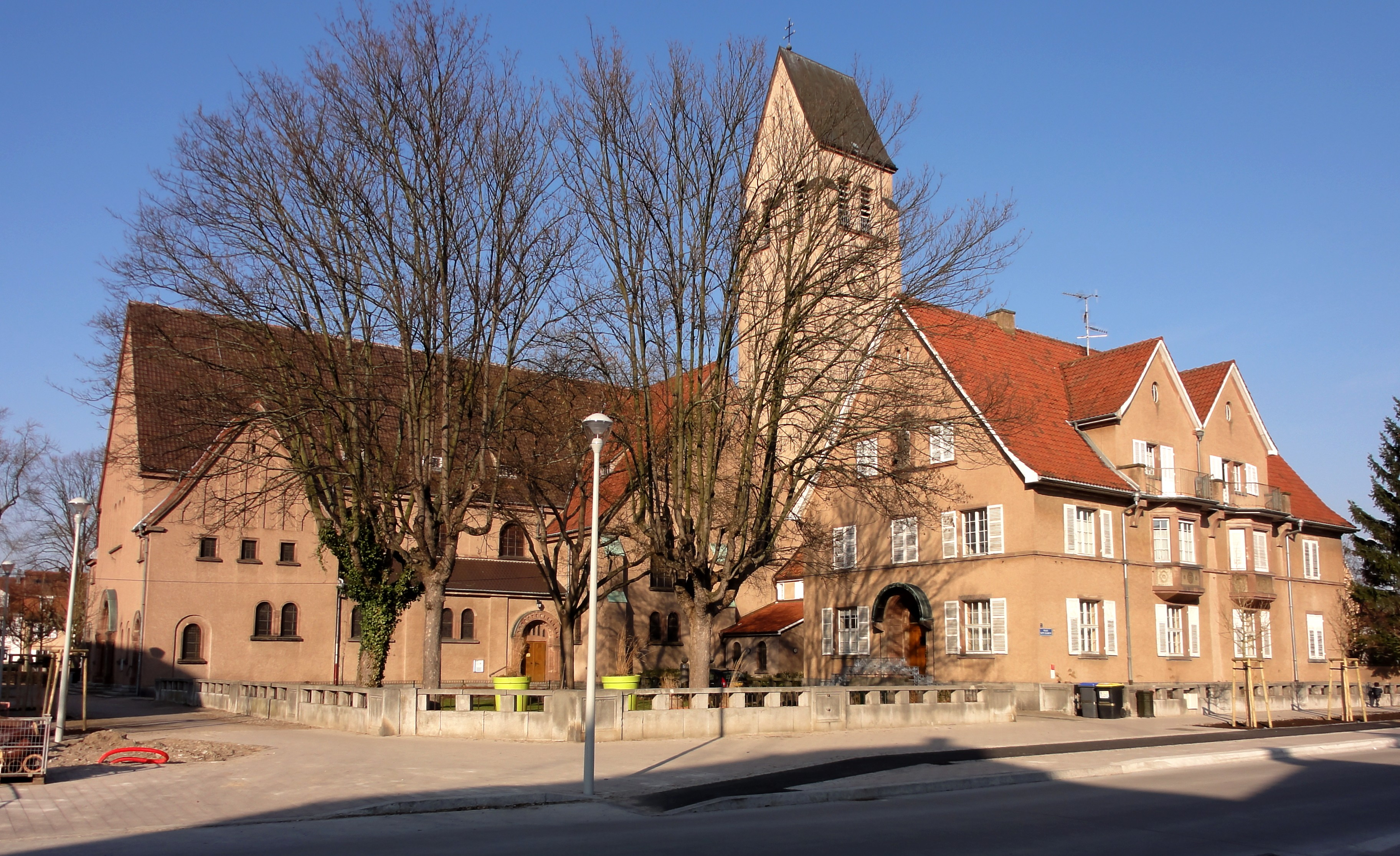
L'église Saint-Florent.
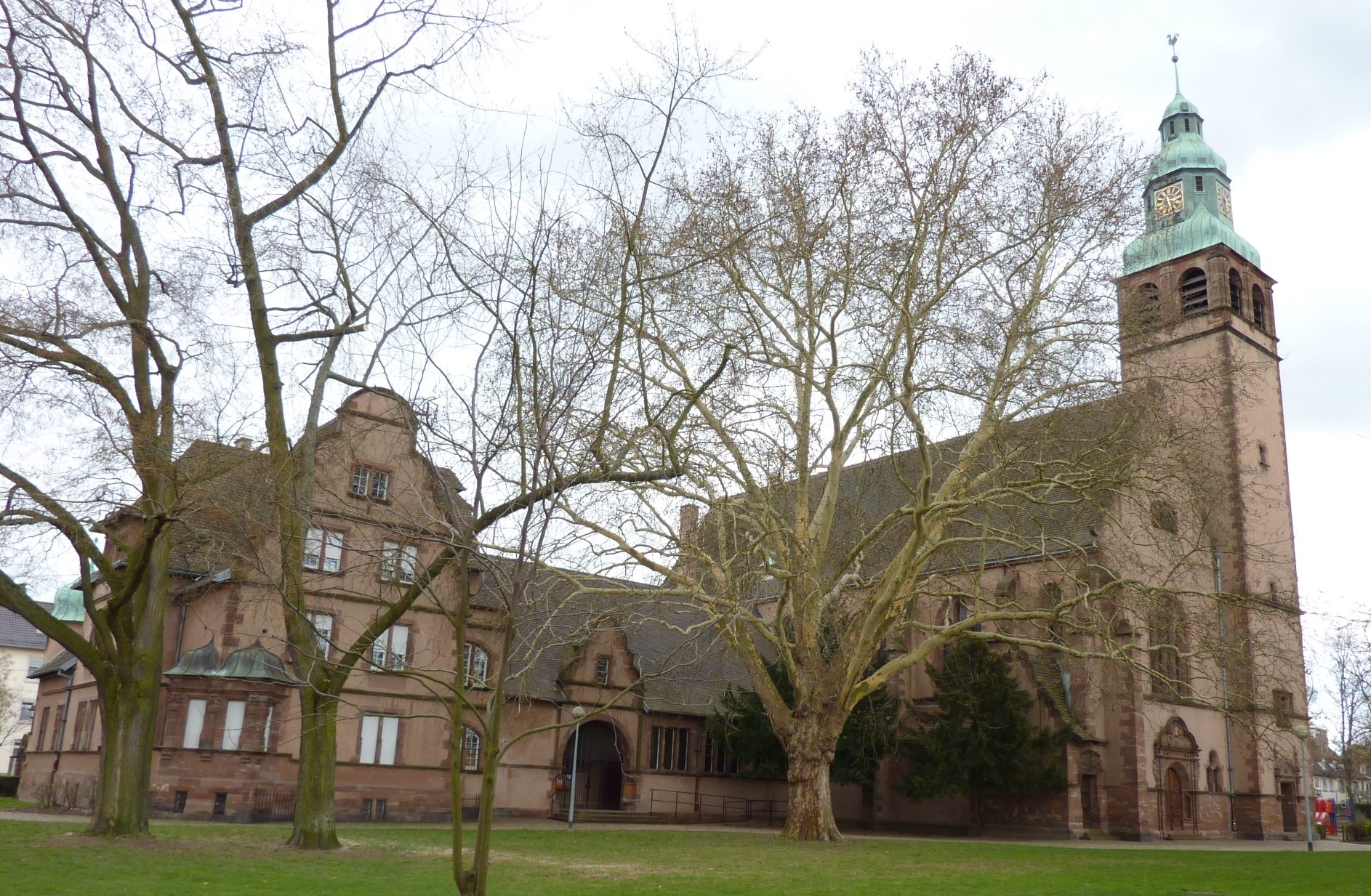
L'église Saint-Sauveur.
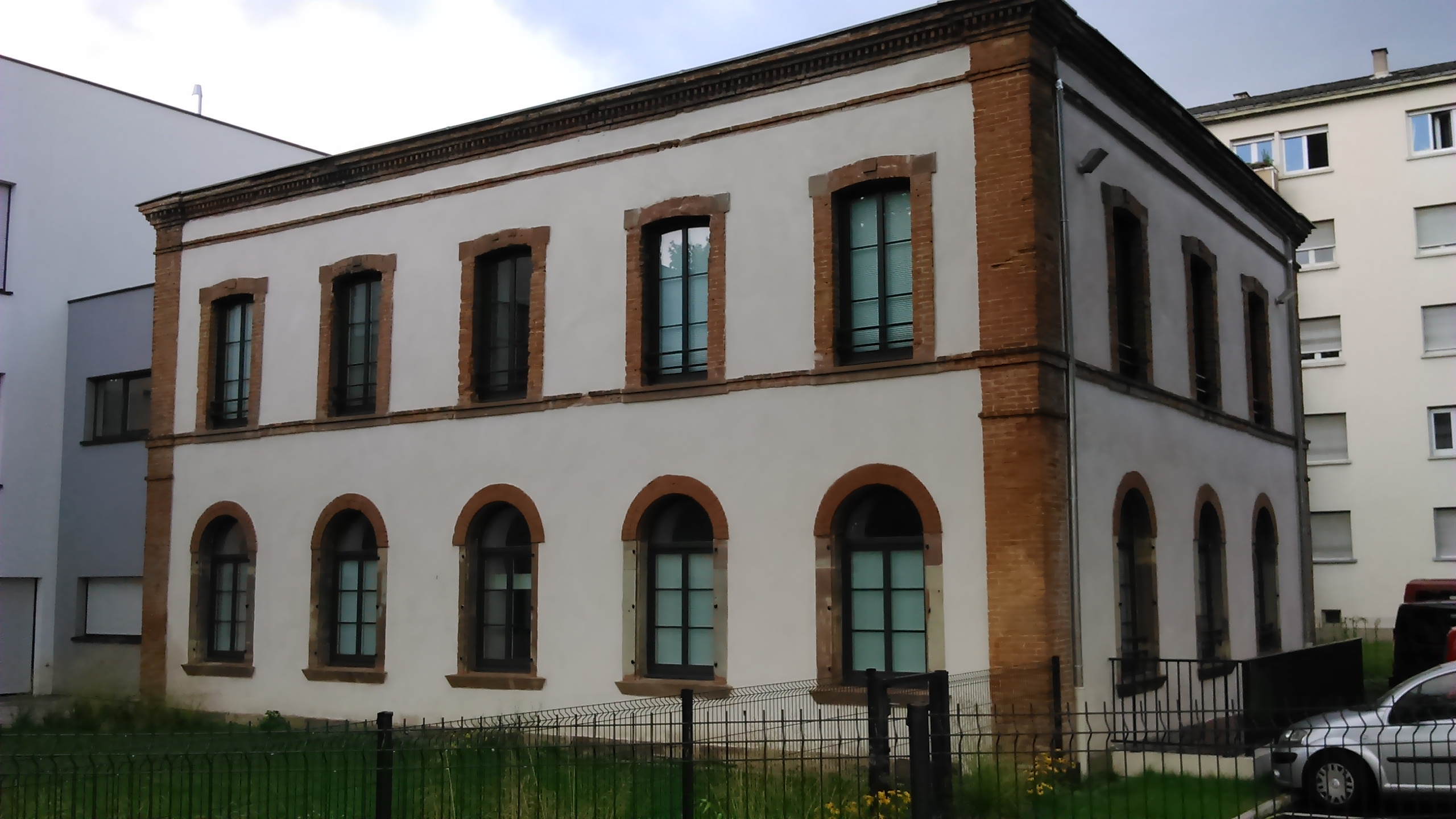
La villa vénitienne après rénovation.
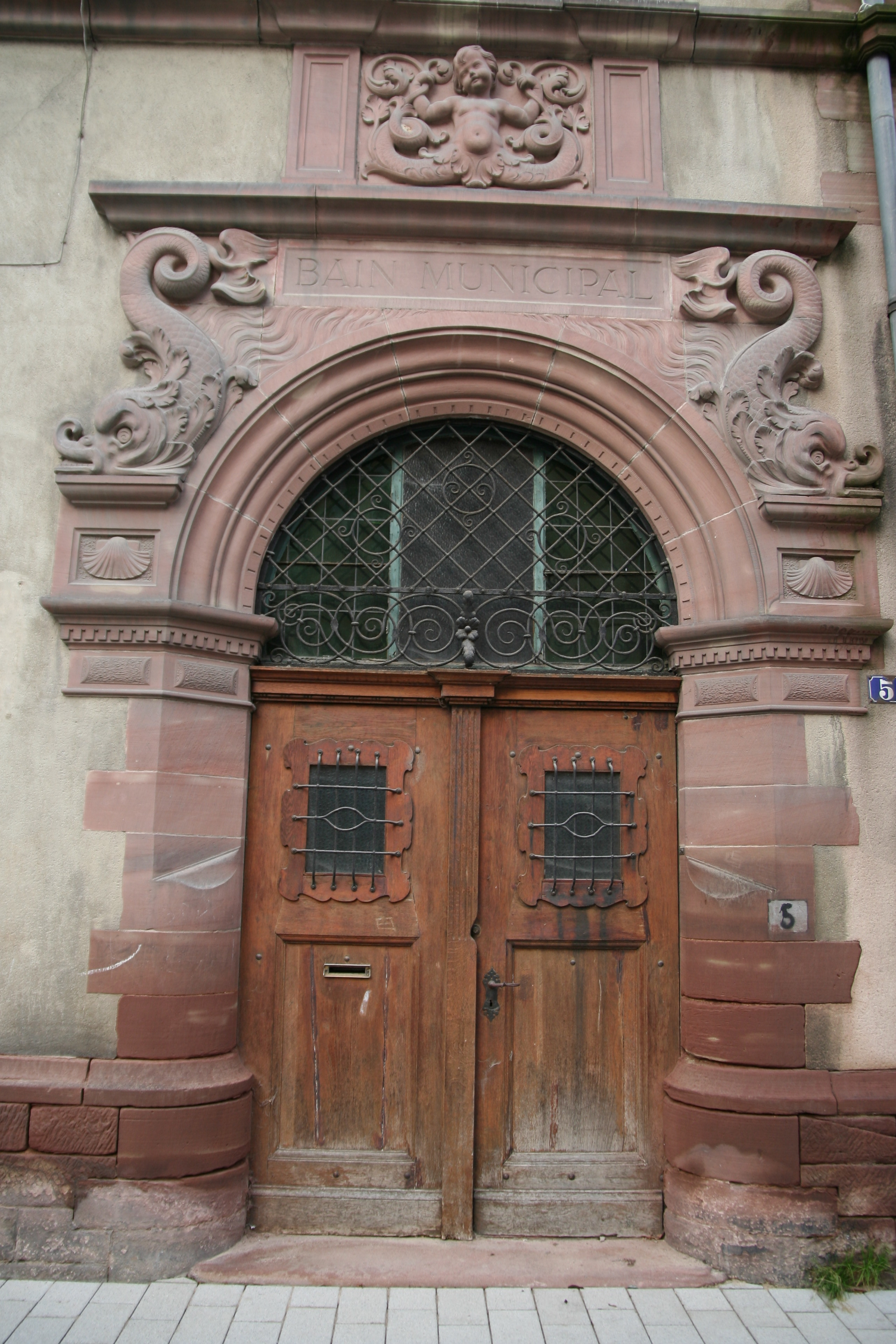
Anciens bains populaires.
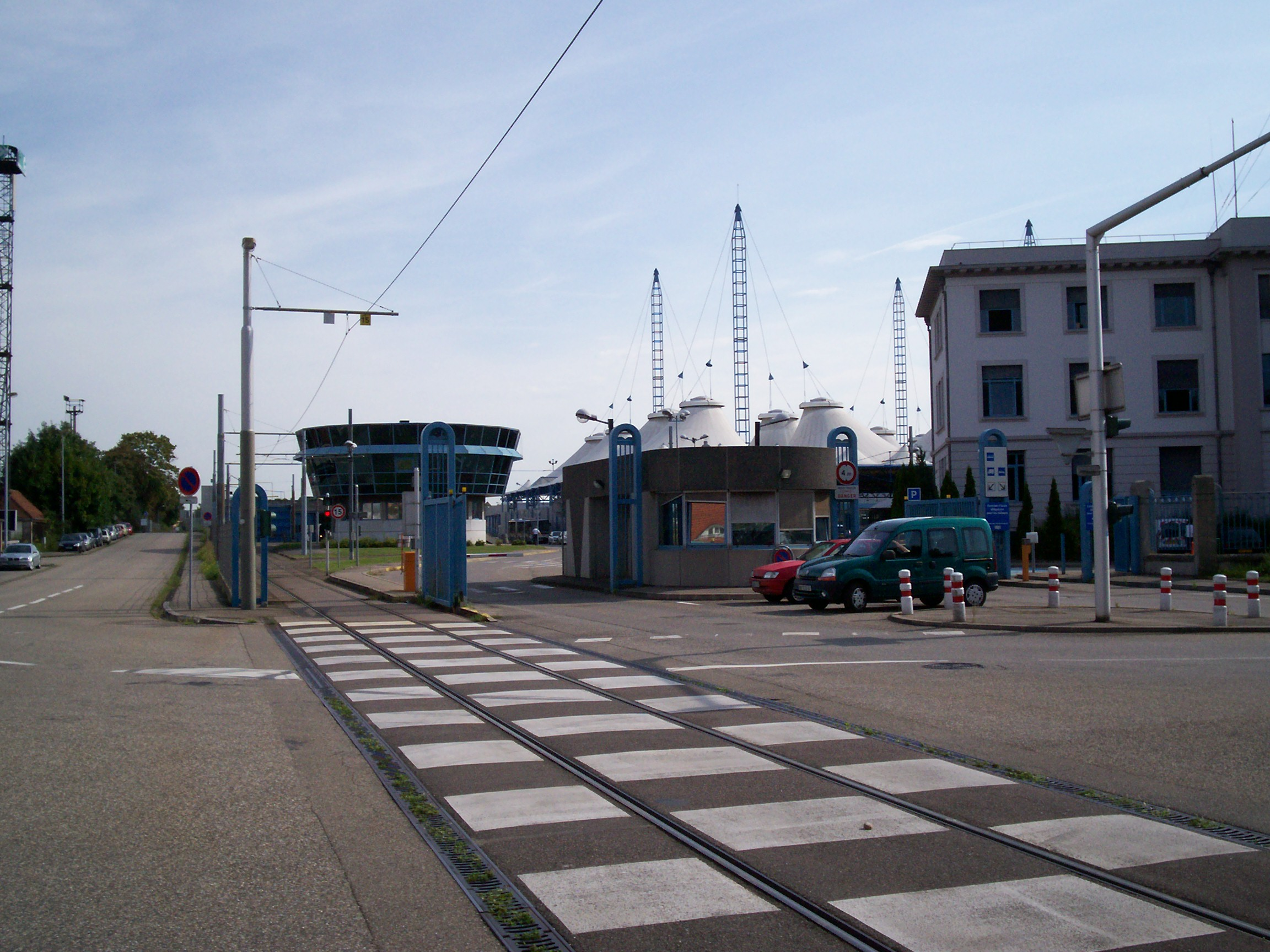
Le dépôt de la CTS.
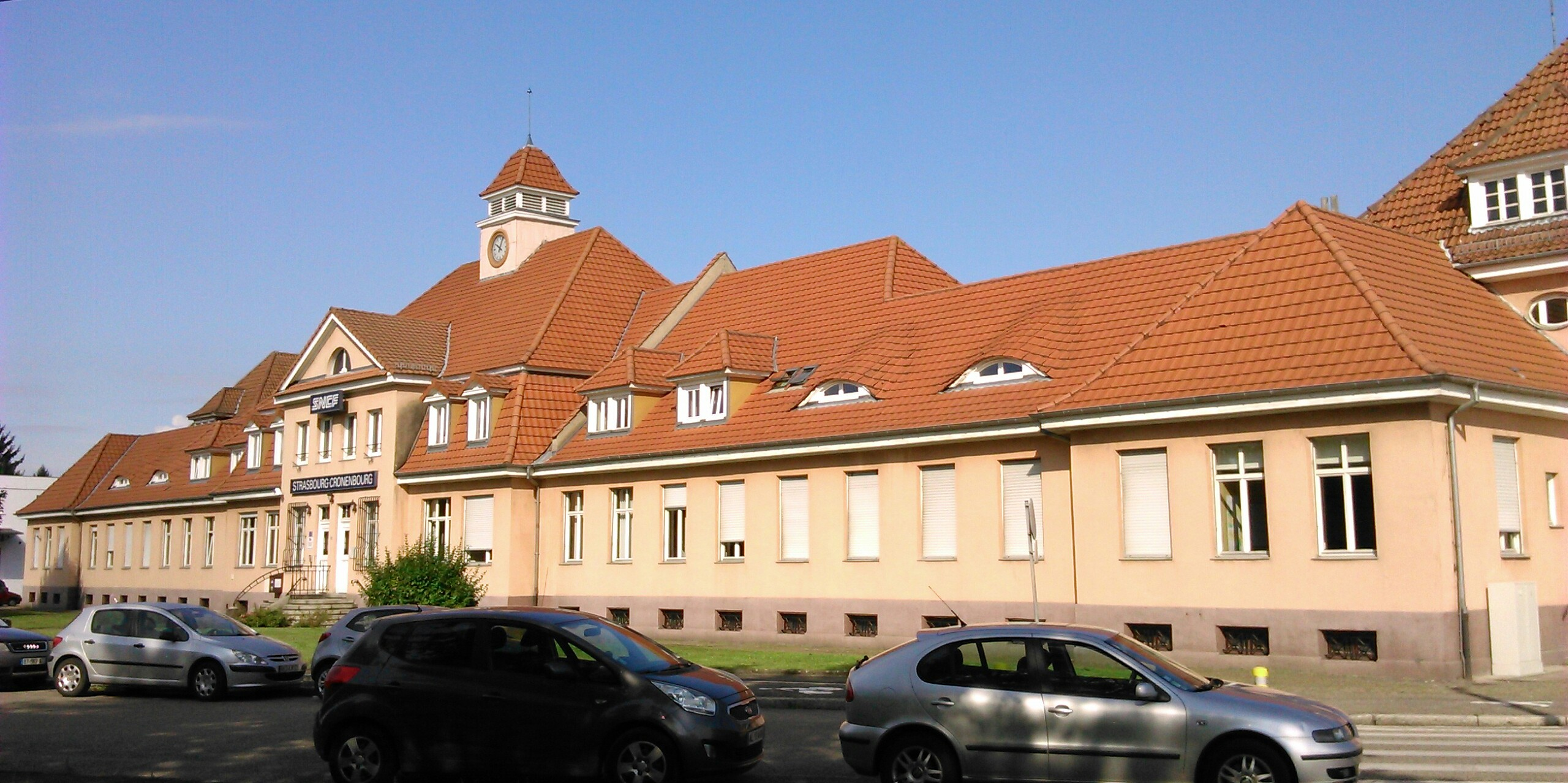
La gare aux marchandises.
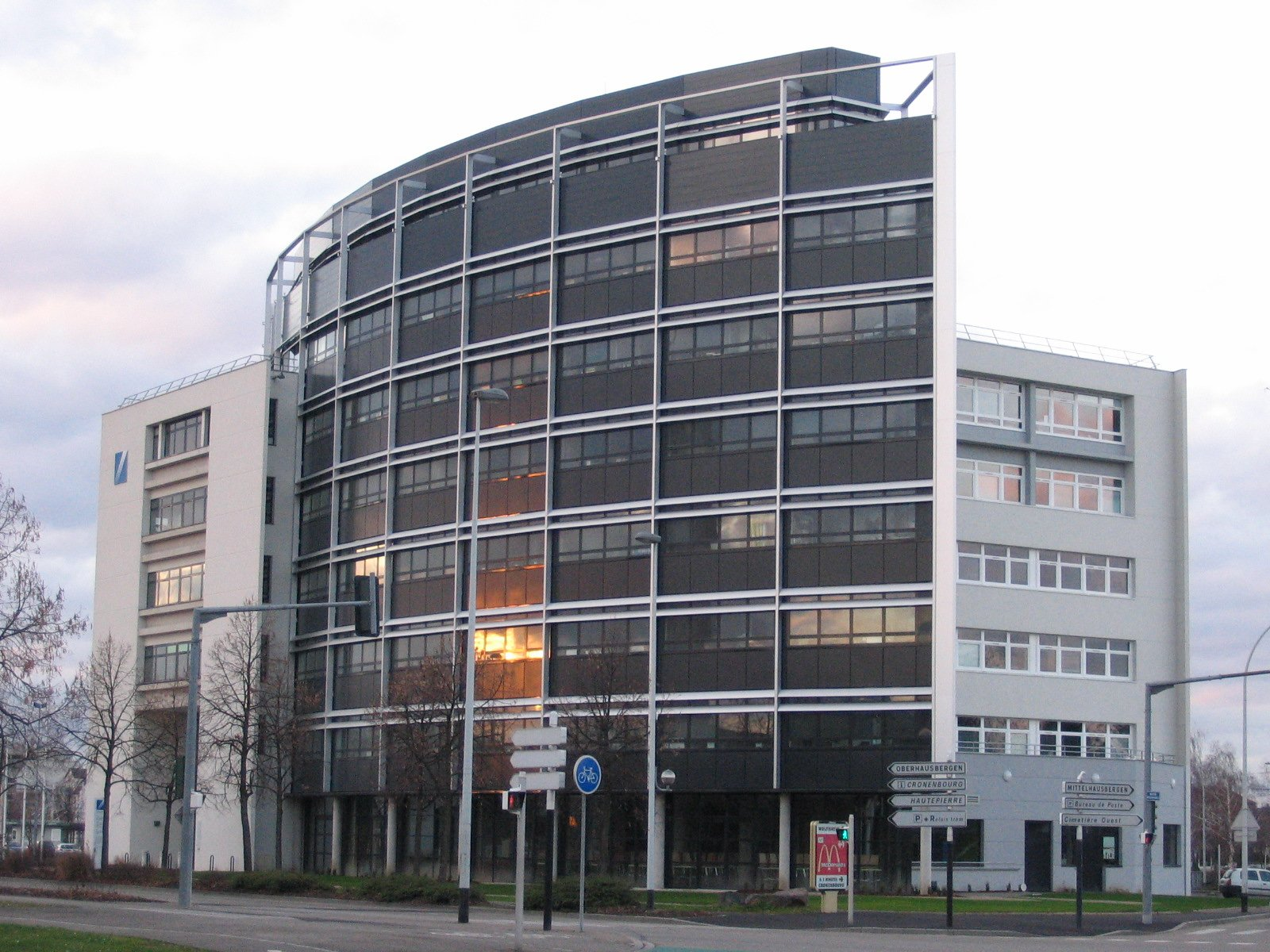
Antenne bas-rhinoise de la DREAL Grand-Est.
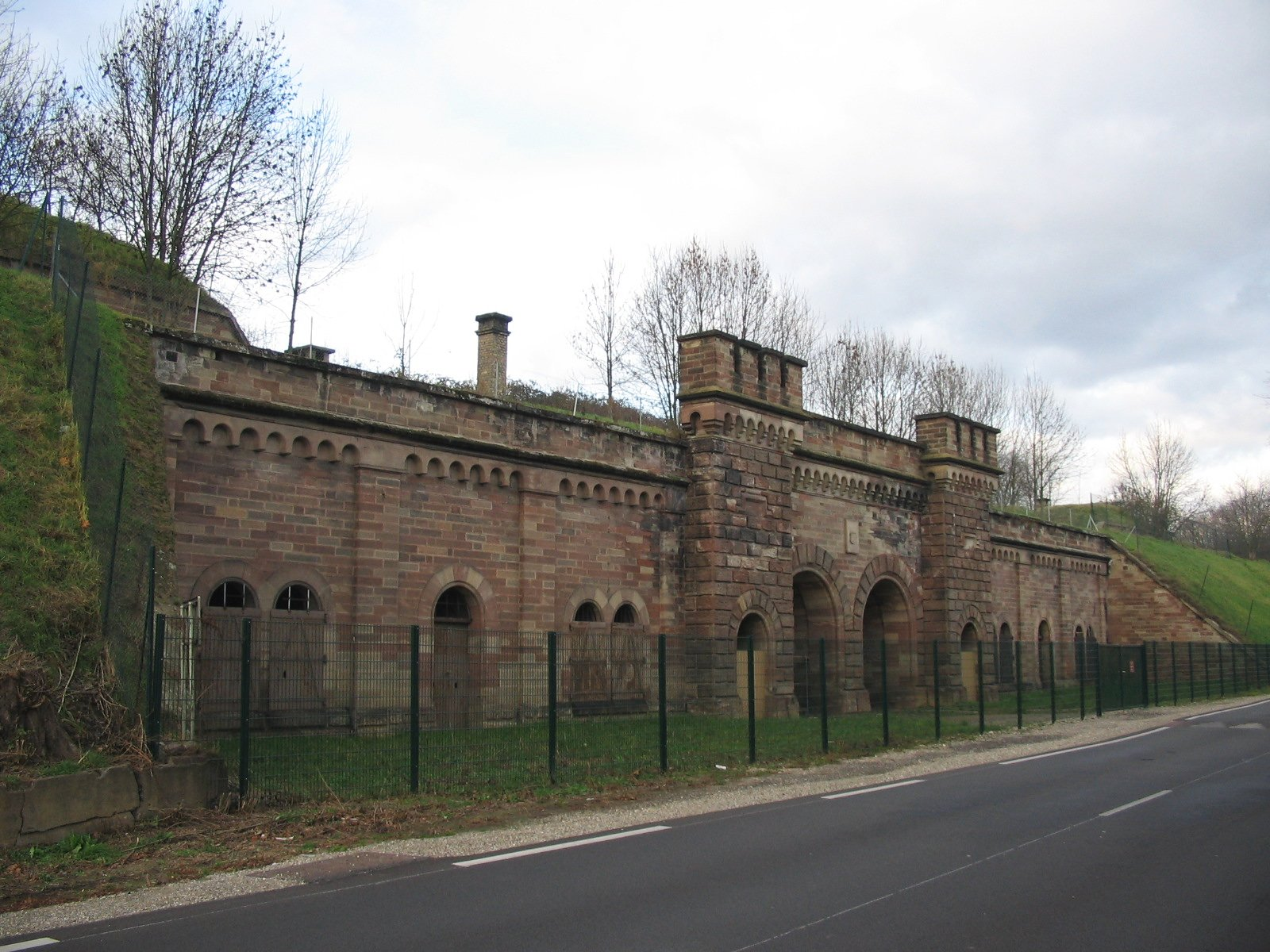
Kriegstor, vestige des fortifications allemandes du XIXe siècle.
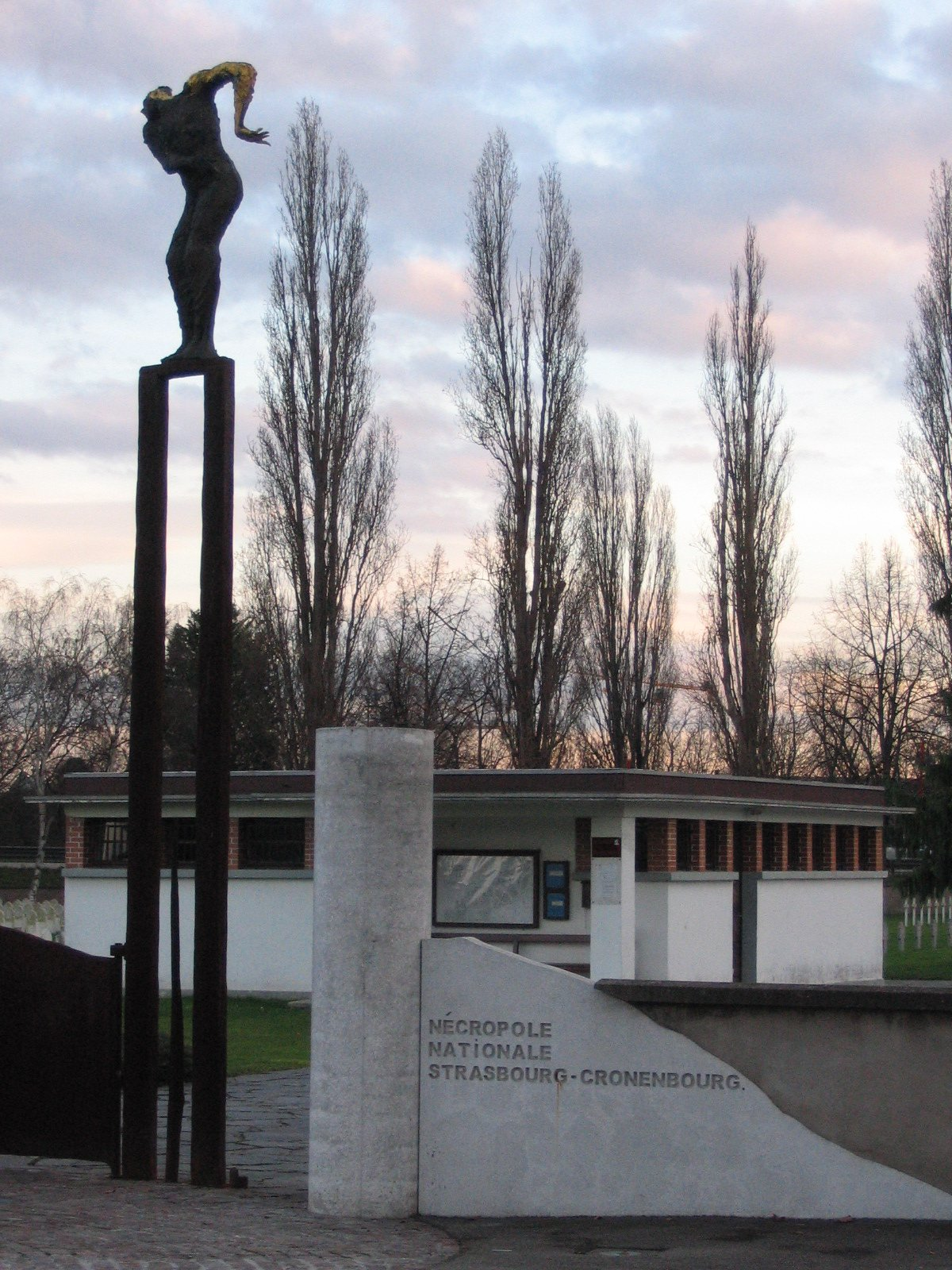
La nécropole nationale.